# 龙凤街道 (抚顺市)
龙凤街道，是中华人民共和国辽宁省抚顺市东洲区下辖的一个乡镇级行政单位。

## 行政区划
龙凤街道下辖以下地区：
正通一社区、正通二社区、正通三社区、七公司一社区、七公司二社区、七公司三社区、茨沟社区、兴龙社区、龙腾社区、热力二社区、热力三社区和博海蜡化社区。